# Gorybia suturella
Gorybia suturella är en skalbaggsart som beskrevs av Martins 1976. Gorybia suturella ingår i släktet Gorybia och familjen långhorningar. Inga underarter finns listade i Catalogue of Life.